# Platybrachys decemmacula
Platybrachys decemmacula är en insektsart som först beskrevs av Walker 1851.  Platybrachys decemmacula ingår i släktet Platybrachys och familjen Eurybrachidae. Inga underarter finns listade i Catalogue of Life.